# Abschnittsbefestigung Kesselberg
Der Abschnittsbefestigung Kesselberg ist eine frühmittelalterliche Abschnittsbefestigung auf 467 m ü. NHN etwa 350 m südöstlich der Pfarrkirche St. Georg von Schamhaupten, einem Gemeindeteil des Marktes Altmannstein im Landkreis Eichstätt von Bayern. Die Anlage liegt 250 m westlicher und gut 50 m höher als der unterhalb vorbeifließenden Schambach.
Die Abschnittsbefestigung wird als Bodendenkmal unter der Aktennummer D-1-7035-0028 als „Abschnittsbefestigung des frühen Mittelalters“ geführt. Die in einem Waldgebiet des Kesselberges liegende und in das Schambachtal vorragende Anlage ist in etwa rechteckig; in Nordost-Südwest-Richtung hat sie eine Ausdehnung von 120 m, in Nordost-Südwest-Richtung von 150 m. 